# Hudson Lowe
Sir Hudson Lowe ou Lord Lowe (Galway, 28 de julho de 1769 — Chelsea, 10 de janeiro de 1844) foi um soldado e administrador colonial anglo-irlandês, mais conhecido como o carcereiro de Napoleão Bonaparte, pois foi governador de Santa Helena durante o exílio de Napoleão naquela ilha.

## Carreira Militar
Sir Hudson Lowe ou Lord Lowe, foi o filho do Oficial Médico Cirurgião John Lowe. Lowe nasceu em Galway na Irlanda, também país natal de sua mãe. Toda a sua infância se passou em várias das guarnições de cidades das Índias Ocidentais, mas foi educado essencialmente em Salisbury. Obteve o posto de Alferes no Oriente na Devon Milícia aos onze anos de idade.  Em 1787, Lowe entrou no regimento de seu pai, o Pé 50, que servia na ilha de Gibraltar (atualmente território ultramarino da Inglaterra) com o Governador O'Hara Charles. Em 1791 Lowe foi promovido a tenente aos 22 anos de idade. Neste mesmo ano ele recebeu 18 meses de retiramento (basicamente férias) e então viajou pela Itália em vez de voltar à Inglaterra, como era esperado. Lowe evitou ir para a França pois na época estava ela no auge da Revolução Francesa, ou seja, à beira da anarquia.

## Lowe naCórsega
Em 1793, Hudson Lowe estava em Gibraltar logo após ao início da Guerra entre a França e a Grã-Bretanha. Seu regimento foi então enviado para ajudar na defesa de Toulon (França). Já que havia sido ocupada pelas forças britânicas sob o comando do almirante britânico Samuel Hood, 1.º Visconde Hood após o convite enviado pelos Monarquistas franceses a entrar na cidade. Os regimentos tardaram a chegar e no final as forças aliadas foram obrigadas a se retirar da cidade. Para resolver tal impasse em seguida foram então enviados para a ilha de Córsega, localizada entre a França e a Itália. O objetivo da ida britânica a Córsega era para se juntar aos regimentos corsos sob o comando de Pasquale Paoli. O regimento de Lowe serviu junto as tropas de Sir David Dundas durante os Cercos de Bastia e Calvis. O regimento estava estacionado em Bastia, quando Lowe ofereceu-se para conseguir suprimentos em Livorno, na Itália, mas durante a viagem contraiu malária e quase morreu.

Pasquale Paoli

Após recuperar-se Lowe retornou a Córsega onde se estabeleceu na cidade de Ajaccio como assessor do governador e Coronel Wauchope. Em Ajaccio morou próximo de onde os irmãos de Napoleão Bonaparte haviam morado, antes de se mudarem para Paris. No mês de Outubro do ano de 1796 Lowe recebe a ordem de retirar-se da Córsega para ser enviado a Ilha de Elba. Ano seguinte Elba também foi evacuada, Lowe então junto ao seu regimento foi enviado a Gibraltar e depois a Lisboa. Em seguida passou dois anos participando de uma força militar britânica que foi estacionada para impedir um avanço militar da Primeira República Francesa e da Espanha.
Anos depois ficou sucessivamente no serviço ativo em Elba, Portugal e Minorca. No serviço ativo ele comandou um Batalhão de voluntários corsos que foram exilados e depois estabelecidos no Exército Britânico. O regimento se chama o Real Corsos Rangers. Eles então foram treinados como infantaria leve.

## Lowe nasGuerras Napoleônicas
Logo após a Paz de Amiens, Hudson Lowe, no momento no cargo de Major, rapidamente se tornou o assistente e super-intendente. Durante o recomeço da Guerra entre a França e a Grã-Bretanha em 1803 Lowe foi nomeado como tenente-coronel. Em seguida ele aumentou o efetivo do Batalhão corso que estava sob seu comando, com seu batalhão ele ajudou na defesa britânica da Sicília, na época sob ataque francês. Logo após a tentativa de defender a Sicília, Lowe junto de seu batalhão foi enviado para Capri no mediterrâneo, com o intuito de defender a ilha. Mas em outubro de 1808 o Marechal francês Joaquim Murat preparou um ataque contra Capri. Lowe que tinha falta de confiabilidade com as tropas de Malta e não podendo ter ajuda marítima, foi obrigado a evacuar a ilha. Sir William Napier criticou a decisão de Lowe, entretanto a guarnição dele era de apenas 1362 soldados, enquanto as do General Murat eram cerca de 3 000 a 4 000 soldados.

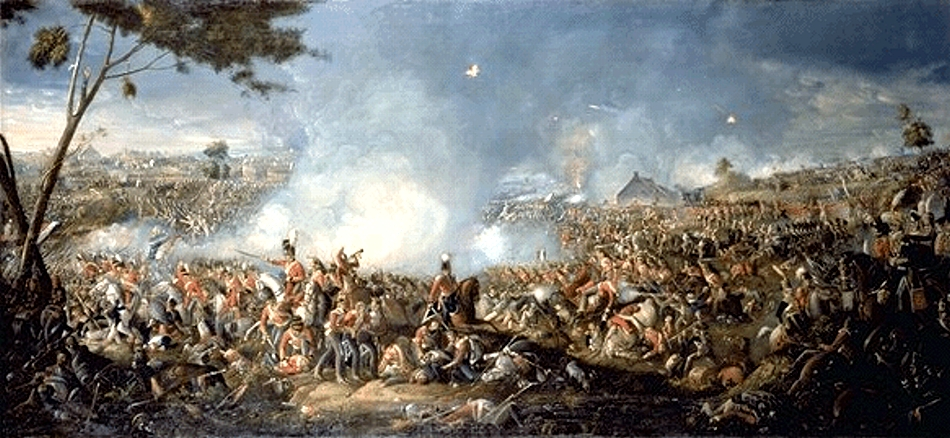
Batalha de Waterloo

Com o passar dos anos em 1809, Hudson Lowe com seu batalhão corso, apenas não deteve derrotas, mas vitórias. O Batalhão ajudou na tomada das cidades de Ísquia, Prócida e Ceppaloni na Itália. Outras como Zacinto e Citera na Grécia. Meses após ao acontecimento, ele foi o governador de Ceppaloni e Ítaca e depois Santa Maura. Lowe voltou para a Inglaterra em 1812, em janeiro do ano de 1813 foi enviado para inspecionar um destacamento russo-alemão, logo após ele foi enviado junto ao exército aliado nas campanhas de 1813 á 1814 e esteve presente em duas importantes batalhas. Após seus feitos ele, ganhou importantes condecorações de Gebhard Leberecht von Blücher por sua coragem, determinação e força de julgamento. Lowe foi escolhido para enviar a notícia à Londres da Primeira abdicação de Napoleão Bonaparte, no mês de abril do ano de 1814.

Lowe em 1814 foi condecorado e nomeado major-general. Além disso também ganhou condecorações da Rússia e da Prússia. Ele foi dispensado dos deveres de intendente-geral do exército da Holanda em que ficou no cargo por desde 1814 a 1815. Logo quando ele estava prestes a acompanhar na Campanha Belga, quando lhe ofereceram o cargo de comandante das tropas britânicas em Gênova na Itália. Então inesperadamente quando ele estava no Sul da França em 1 de agosto de 1815 ele recebe a notícia de que foi nomeado o guardião de Napoleão Bonaparte, que havia abdicado pela segunda vez. Então ele foi nomeado governador de Santa Helena (território), onde Napoleão Bonaparte foi exilado.

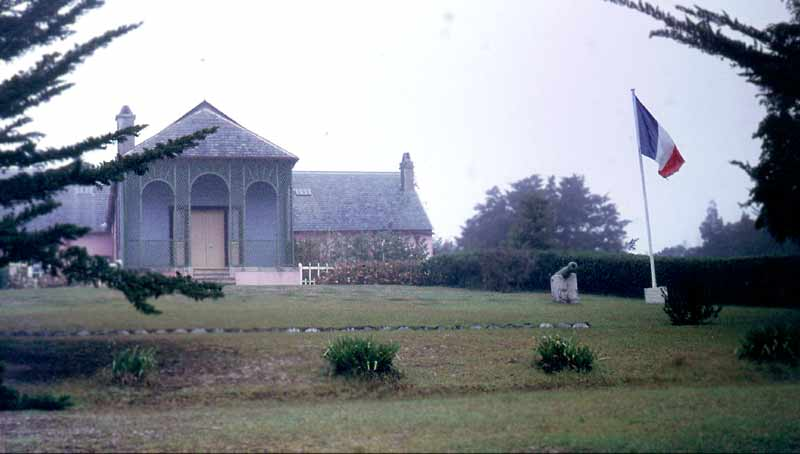
Longwood House

## Lowe em Santa Helena
Logo na sua chegada a Plantation House Lowe soube que Napoleão tinha uma dura relação com o Almirante Cockburn, que havia levado Napoleão a Santa Helena e foi nomeado o Governador provisório da Ilha até a chegada do Governador Lowe. Napoleão e Lowe tiveram por anos uma relação muito tempestuosa e provavelmente não se encontraram mais do que meia dúzia de vezes.

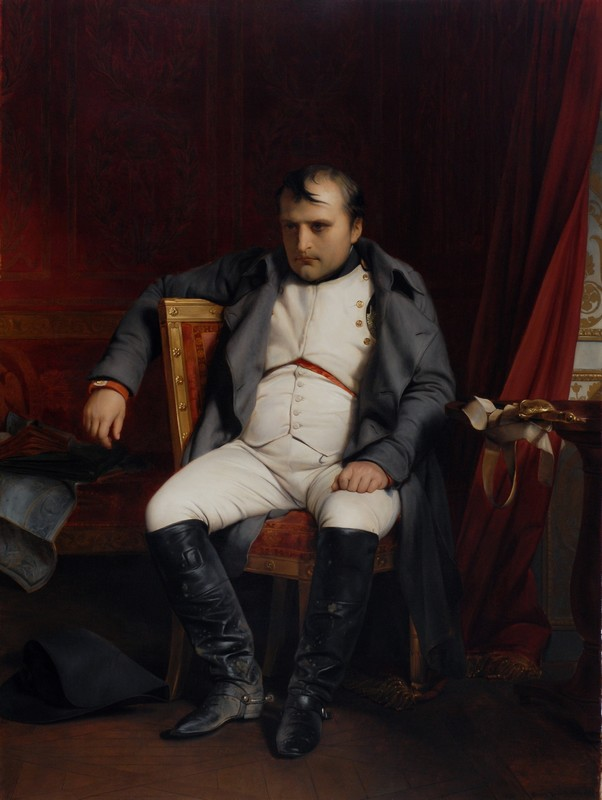
Napoleão Bonaparte abdicando em Fontainebleau

Quando a notícia de que existiam planos para resgatar Napoleão vindos dos Estados Unidos chegaram aos ouvidos de Lowe ele teve que botar em prática regras e diretrizes muito severas no mês de Outubro de 1816. Lowe então ordenou que sentinelas ficassem em guarda em volta de Longwood House. Todos os dias as 21h00 ele recebe o oficial que dava um relatório completo sobre os atos de Napoleão dentro da residência. E para piorar a situação dos habitantes da ilha e de Napoleão, Lowe criou leis e regras mesquinhas. Por exemplo proibindo os soldados britânicos de se dirigiram a Napoleão não com seus títulos, por exemplo "Vossa Majestade Imperial", mas apenas com o título de General. Ele exigiu que Napoleão pagasse parte de sua própria prisão que o levou a vender sua prata. Deste modo pagando provisões de vinhos entre outros utensílios. Já que Lowe recebia um orçamento vindo da Inglaterra, mas para manter 3 000 soldados em Santa Helena o orçamento não era suficiente e claro teve que cortar gastos e tinha que ser da parte do prisioneiro. Isto claro teve uma grande reação na Europa que diminuiu mais ainda o orçamento, por causa de uma crise econômica e a demanda foi cancelada por alguns dias. Os gastos com Napoleão em Santa Helena custaram milhões de Libras a Inglaterra. E Lowe até mesmo se recusou a fornecer lenha à Longwood House. Quando a notícia de que Napoleão estava queimando seus próprios móveis para se esquentar durante o inverno, o povo iniciou a ter rancor contra Lowe, e claro ele foi obrigado a restabelecer o rapidamente o fornecimento da lenha, para acabar com sua má reputação a qual estava ganhando por simpatizantes de Napoleão.
Lowe deste modo despertou o rancor dos Bonapartistas. O oficial e cirurgião britânico Barry O'Meara no começo forneceu a informações sobre Napoleão para Lowe. E então mudou de lado e foi para o de Napoleão. Além destes repugnantes feitos de Lowe, historiadores modernos levantaram hipóteses de que Lowe teve sim parte na morte de Napoleão. Por exemplo a escolha de Lowe para utilizar a Longwood House como prisão para Napoleão, está claro que foi uma escolha para facilitar a segurança e para apressar psicologicamente a morte de Napoleão. As regras e restrições de Lowe levaram um desconforto a saúde física e mental de dele. Fora descoberta arsênico no cabelo de Napoleão que força cada vez mais a teoria de envenenamento por seus captores britânicos. E ainda mais mostra que várias vezes fora ingerido o veneno, em períodos de intervalos. Vários livros escritos na época sugerem que os britânicos tinham vários motivos para manter Napoleão vivo, enquanto os Bourbons na França tinha fortes motivos para matá-lo. Ambos os livros propõem a teoria de que um dos membros da comitiva que acompanhara Napoleão no exílio foi o culpado pelo envenenamento, seu nome era Charles Tristan, o Marquês de Montholon.

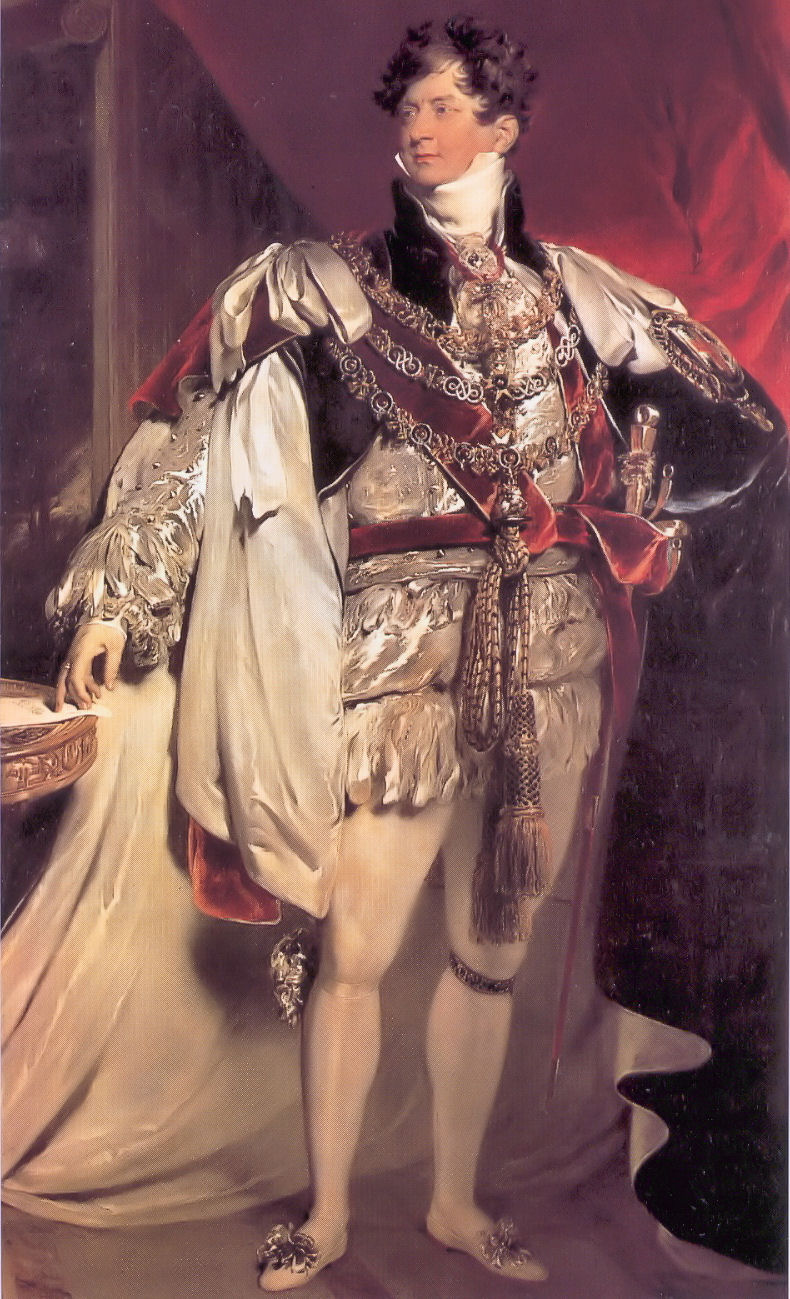
Jorge IV do Reino Unido

## Lowe pós morte de Napoleão
Logo após a morte de Napoleão em maio de 1821, Lowe retornou a Inglaterra. Quando o livro de O'Meara foi publicado, Lowe processou o autor, mas seu processo foi arquivado e ele não ganhou nada.
Mesmo com os agradecimentos do Rei Jorge IV, ele não recebeu condecorações ou qualquer recompensa do governo britânico, mesmo ele tido obedecido à risca suas instruções. O tratamento a qual Lowe mostrou a Napoleão refletiu má influência ao governo britânico. O Duque de Wellington afirmou mais tarde que Lowe fora "uma escolha muito ruim, era um homem carente de educação e julgamento. Ele era um estúpido, não sabia absolutamente do mundo, e como todos que não sabiam nada do mundo, ele estava desconfiado e ciumento".
Do ano de 1825 ao de 1830, ele deteve o comando das tropas do Ceilão, mas não conquistou o cargo de governador quando ele estava vago. Em 1831 ele então foi nomeado coronel do regimento West Essex Febre 56. Em 1842 ele foi transferido para seu antigo regimento o Pé 50. Além disto foi colocado entre os Cavaleiros da Ordem de São Miguel e São Jorge. Lowe morreu em Cottage Charlotte, perto de Sloane Street, Chelsea em 10 de janeiro de 1844, com 75 anos de idade.

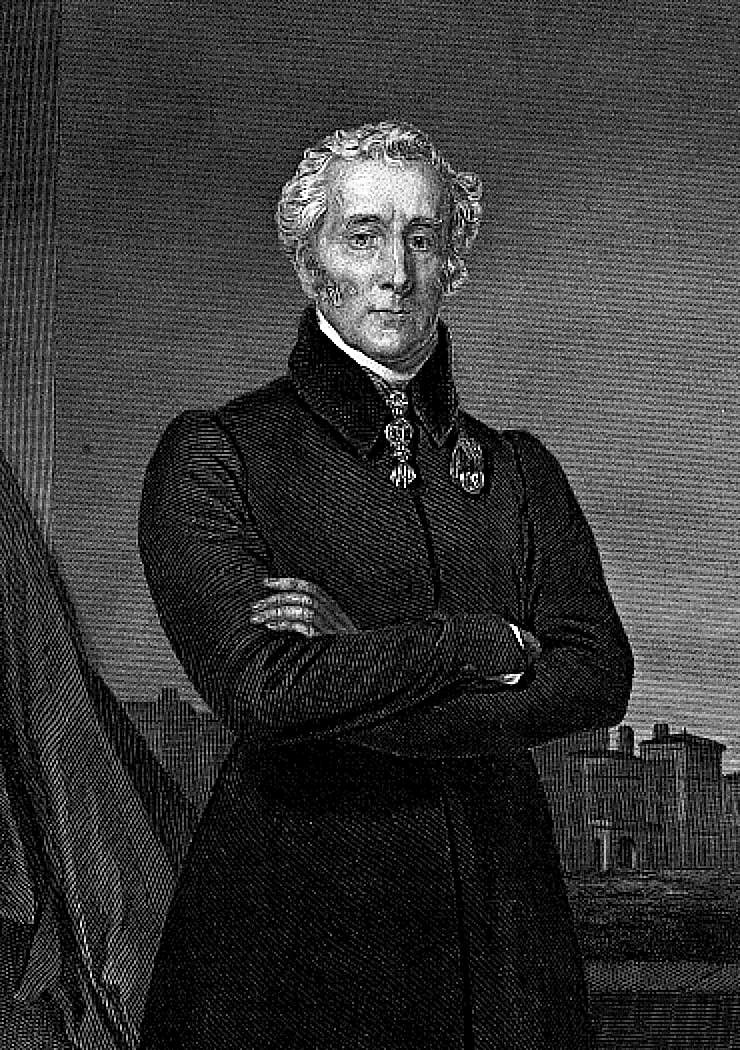
Arthur Wellesley, 1.º Duque de Wellington

## Família Lowe
Lowe era casado com Susan Johnson, viúva do coronel do exército anglo-irlandês William Johnson e filha de Stephen DeLancey. Susan Johnson era irmã de William Howe DeLancey. O casamento de Lowe foi celebrado no dia 16 de dezembro de 1816, com a idade de 47 anos na época.